# Splitting Adam
Splitting Adam  (Adam y sus clones en México y Clonando a Adam en España) es una película original de Nickelodeon estrenada el 16 de febrero de 2015 en Estados Unidos, en México el 18 de junio de 2015 y en España el 19 de junio de 2015, que tiene como elenco a Jace Norman de Henry Danger, Jack Griffo de The Thundermans y a Isabela Moner de 100 Things To Do Before High School.

## Sinopsis
Adam es un chico que tiene trece años falla 3 años seguidos la prueba de salvavidas por el incidente del traje y el filtro para ser novio de la chica que admira no tan secretamente. Después de tropezar accidentalmente con la misteriosa cama de bronceado de su tío, Adam se entera de que la respuesta a todos sus problemas son múltiples clones. Con la ayuda de su nueva creación, Adam está saltando en un paseo salvaje con un chapoteo épico de verano.

## Reparto
- Jace Norman como Adam Baker, Adam Baker #2, Wilstom, Fiestero, Sensible y Perfecto.
- Isabela Moner como Lori Collins.
- Jack Griffo como Vance Hansum.
- Amarr M. Wooten como Sheldon.
- Seth Isaac Johnson como Danny.
- Tate Chapman como Gillian Baker.
- Tony Cavalero como Mitch, el mágico.

- Datos: Q19627565